# Nikole Mitchell
Nikole Alangia Mitchell, jamajška atletinja, * 5. junij 1974, Saint Mary, Jamajka.
Nastopila je na olimpijskih igrah leta 1996 ter osvojila bronasto medaljo v štafeti 4×100 m. Na svetovnih prvenstvih je v isti disciplini osvojila bronasto medaljo leta 1993.